# Дмитрівка (Коломацька селищна громада)
Дми́трівка — село в Україні, у Коломацькій селищній громаді Богодухівського району Харківської області. Населення становить 135 осіб. До 2017 орган місцевого самоврядування — Шляхівська сільська рада.

## Географія
Село Дмитрівка знаходиться на відстані 3 км від річки Шляхова (лівий берег). До села примикає село Логвинівка, на відстані 2 км розташовані села Сургаївка і Кисівка. На відстані 2 км проходить автомобільна дорога E40 (М03).

## Історія
12 червня 2020 року, розпорядженням Кабінету Міністрів України № 725-р «Про визначення адміністративних центрів та затвердження територій територіальних громад Харківської області», увійшло до складу Коломацької селищної громади.
19 липня 2020 року, в результаті адміністративно-територіальної реформи і ліквідації Коломацького району, село увійшло до складу Богодухівського району.

## Населення

### Мова
Розподіл населення за рідною мовою за даними перепису 2001 року:
| Мова       | Кількість | Відсоток |
| ---------- | --------- | -------- |
| українська | 118       | 87.41%   |
| білоруська | 15        | 11.11%   |
| російська  | 2         | 1.48%    |
| Усього     | 135       | 100%     |